# عين ورد (الرجاونة)
عين ورد هو دُوَّار يقع بجماعة سيدي بوصبر، إقليم وزان، جهة طنجة تطوان الحسيمة في المملكة المغربية. ينتمي الدوّار لمشيخة الرجاونة التي تضم 9 دواوير. يقدر عدد سكانه بـ 652 نسمة حسب الإحصاء الرسمي للسكان والسكنى لسنة 2004.

## روابط خارجية
- البوابة الوطنية للجماعات الترابية نسخة محفوظة 12 مارس 2018 على موقع واي باك مشين.
- المندوبية السامية للتخطيط